# یرکوی
یرکوی (به ترکی استانبولی: Yerköy) شهری است در کشور ترکیه که در استان یوزگات واقع شده‌است. جمعیت این شهر بر اساس سرشماری سال ۲۰۰۸ میلادی ۳۰٬۳۳۵ نفر و بر اساس برآوردهای سال ۲۰۰۹ میلادی ۲۹٬۴۷۳ نفر می‌باشد.